# El Rodeo (Córdoba)
El Rodeo é uma comuna da província de Córdoba, na Argentina.